# 바텐더

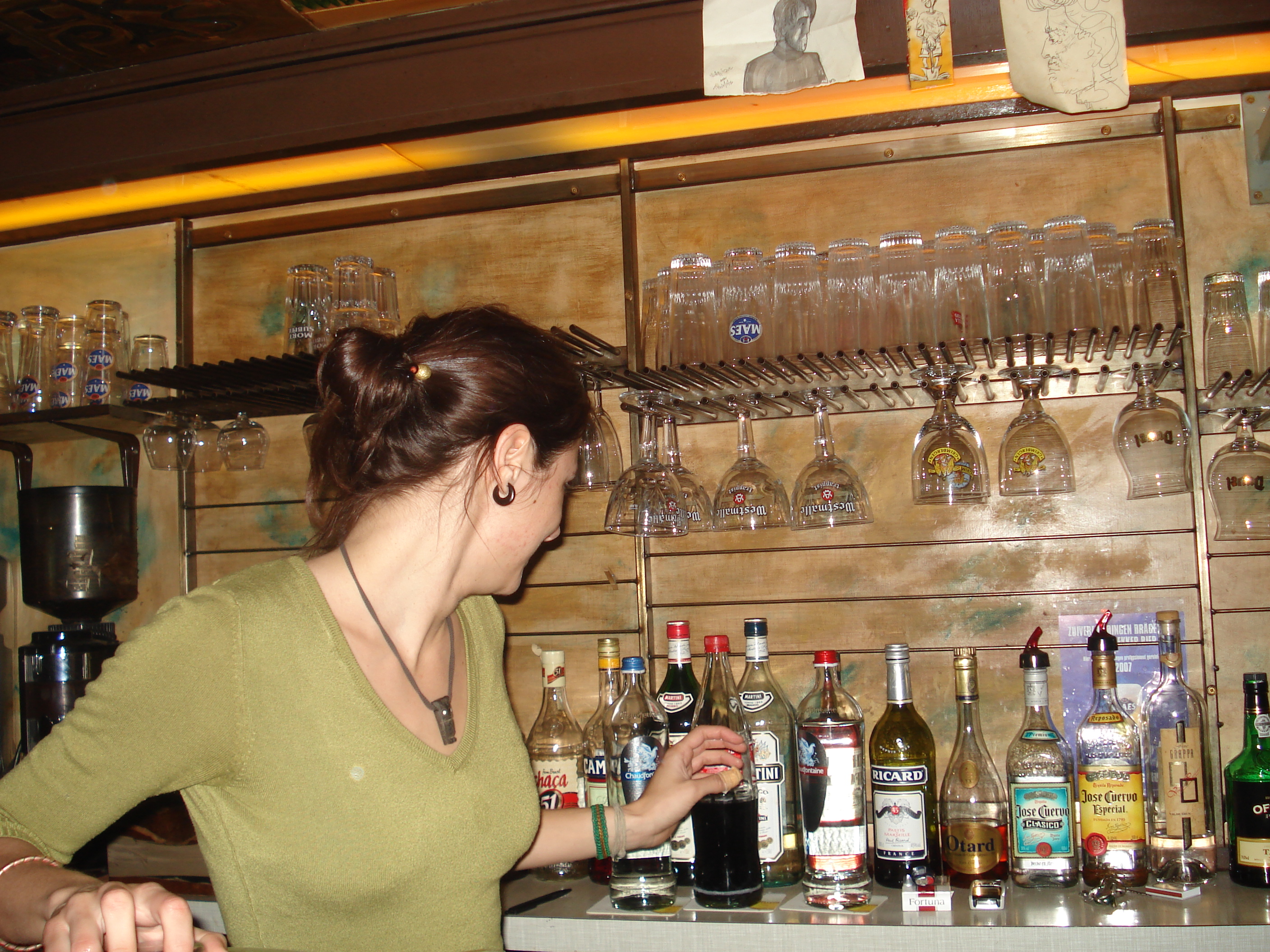
바텐더

바텐더(영어: bartender) 또는 조주사(造酒士)는 카페나 바의 카운터에서 주문을 받고 몇 가지 이상 알코올 음료의 혼합으로 새로운 술(칵테일)을 만들어 파는 이를 말한다.

## 설명
바텐더는 일반적으로 허가를 받은 시설, 레스토랑 및 나이트클럽에서, 때로는 개인 파티에서 바 뒤에서 알코올 또는 청량 음료를 제조하고 제공하는 사람이다. 바텐더는 또한 일반적으로 바의 공급품과 재고를 유지 관리한다. 바텐더는 맥주와 와인을 제공하는 것 외에도 일반적으로 코스모폴리탄 (칵테일), 맨해튼 (칵테일), 올드 패션드 (칵테일), 모히토와 같은 클래식 칵테일을 혼합할 수도 있다.
바텐더는 또한 고객에게 알코올 음료를 제공하기 전에 법적 음주 연령 요건을 충족하는지 확인할 책임이 있다. 미국, 캐나다, 영국, 아일랜드 공화국, 스웨덴과 같은 특정 국가에서는 바텐더가 술에 취한 고객에게 더 많은 술을 거부하도록 법적으로 요구된다.
믹솔로지(Mixology)는 혼합 음료를 준비하는 기술 또는 기술로 정의된다. 이 연습의 핵심 목적은 칵테일을 만드는 것이다. 그러나 믹솔로지를 성공적으로 수행하는 데 필요한 과학과 기술은 액면 그대로 보이는 것보다 더 복잡하다. 음료 혼합의 핵심은 필요한 향미 프로필을 만드는 데 필요한 각 성분의 이상적인 양을 아는 것이다. 믹솔로지는 칵테일에서 발견되는 다양한 맛을 향상시키고 균형을 맞추는 것을 목표로 한다. 믹솔로지는 본질적으로 칵테일 형태의 식용 화학이다.

## 역사
역사적으로 바텐더는 평판이 낮은 직업이었다. 이는 주류 제공과 관련된 윤리적 문제와 다양한 법적 제약이라는 렌즈를 통해 인식되었다.
진지한 직업인 바텐더의 선구자들은 19세기에 등장했다. 제리 토머스(Jerry Thomas)는 창의적인 전문가로서 바텐더의 이미지를 확립했으며 아메리칸 믹솔로지(American Mixology)의 아버지로 알려져 있다. 그는 1862년 최초의 칵테일 제조 가이드인 제리 토머스의 바텐더스 가이드(Bartender's Guide)를 출판하여 이 타이틀을 얻었다. 토머스는 1800년대 내내 뉴욕시 전역에 걸쳐 술집을 소유하고 운영함으로써 기술을 완성했다. 믹솔로지는 토마스의 책 이후 몇 년 동안 구체화되기 시작했다. 해리 존슨은 1882년에 해리 존슨의 새롭고 향상된 그림 바텐더 매뉴얼을 출판했다. 이 두 책 모두 사람들이 이전에 결합할 것이라고 생각하지 못했던 재료를 결합한 수십 가지 독특한 음료에 대한 조리법을 공유했다. 토머스와 존슨은 향이 나는 증류주, 리큐어, 강화 와인을 칵테일에 통합했는데 이는 새로운 개념이었다. 믹솔로지는 이 두 출판 이후에 시작되었다. 1800년대 후반에는 믹스솔로지(mixology)라는 용어가 널리 사용되었다.
20세기 초에는 에이다 콜먼(Ada Coleman)과 같은 런던의 바텐더 중 절반도 안되는 여성이 있었다. "바메이드(Barmaids)"라고 불리는 이들은 대개 상인이나 기계공의 딸이거나, 때로는 "자신의 자원에 쫓겨" 수입이 필요한 "더 나은 태생" 계층의 젊은 여성이었다. 바텐딩은 종종 아프리카계 미국인 여성과 같이 노동계에서 소외된 집단의 투쟁과 관련되어 왔다.
20세기 초 칵테일의 등장 이후 미국인들은 연방 정부의 금지법에 직면하게 되었다. 그러나 금지 기간에도 바텐더 문화는 살아 남았다. 지하 주류 밀매점에서 일하면서 바텐더는 계속해서 고객에게 맛있는 칵테일을 제공했다. 18차 수정안이 중단되고 합법적인 술이 다시 시장에 출시되면서 칵테일 시대는 불행하게도 침체기를 맞았다. 사람들은 술을 덜 마셨고 대공황으로 인해 사람들이 술을 마실 수 있는 능력이 심각하게 제한되었다. 칵테일은 부유하고 유명한 사람들에게만 국한되기 시작했다. 로스앤젤레스의 유명인들은 옛날 요리법을 어느 정도 좋아했다. 그러나 일반 대중은 더 이상 음료를 섞지 않을 것이다. 개인주의는 식품산업과 마찬가지로 무너졌다. 업계에는 르네상스가 필요했고 90년대 후반이 되어서야 칵테일 바의 진정한 재출현을 목격했다.
바텐더라는 직업은 일반적으로 학생들이 고객 경험을 쌓거나 대학 등록금을 절약하기 위한 임시 직업으로 사용되는 두 번째 직업이었다. 그 이유는 캐나다, 미국 등 팁을 주는 국가의 바텐더가 팁으로 상당한 돈을 벌 수 있기 때문이다. 그러나 바텐더를 직업으로 보는 시각은 전 세계적으로 변화하고 있으며, 바텐더는 필수가 아닌 선택에 의한 직업이 되었다. 여기에는 전문 교육이 포함된다. 유럽 바텐더 학교는 25개국에서 운영된다.
월드 클래스(World Class) 및 바카디 레거시(Bacardi Legacy)와 같은 칵테일 대회는 지난 10년 동안 재능 있는 바텐더를 인정해 왔으며 이러한 바텐더와 다른 사람들은 전 세계에 칵테일과 환대에 대한 사랑을 전파했다. 사이드카 바텐딩(Sidecar Bartending)의 소유주인 캐시 설리번(Kathy Sullivan)은 바텐더를 자신이 만드는 음료에 비유하면서 많은 바텐더가 되는 데 따르는 어려움을 다음과 같이 표현했다. “음료에서는 균형이 필요하다. 그리고 육체적, 감정적, 정신적으로 균형을 이루어야 한다.”
전문 바텐더는 각종 술의 원산지, 물리적 특성, 맛의 특징, 제조기술, 마시는 방법 등을 숙지하고, 술의 품질과 연도를 식별할 수 있어야 한다. 또한 바텐더는 손님에게 다양한 음식과 어울리는 음료 종류에 대해 합리적인 추천도 제공해야 한다. 마지막으로, 칵테일은 베이스 주류와 다양한 재료가 결합되어 구성되기 때문에 베이스 주류와 다양한 재료의 물리적, 화학적 효과, 그에 따른 맛의 차이를 이해하는 것이 바텐더가 새로운 음료를 만드는 기초가 된다.

## 같이 보기
- 환대
- 태번